# Zakon o zaštiti jezika
Zakon o zaštiti jezika je zakon koji određuje rabljenje tuđica u javnom prostoru. Stupanj ograničenja može biti vrlo različit. Zakon o zaštiti jezika uvele su brojne države kao primjerice u Francuska, Poljska, Mađarska, i Rumunjska.
Francuski zakon o zaštiti jezika od 4. kolovoza 1994. ograničava tekstove na engleskom jeziku u oglašavanju, osim ako se ne radi o registriranim zaštitnim znacima.

## Vanjske poveznice
- Francuski zakon o zaštiti jezika iz 1994., preveden na njem.  Arhivirana inačica izvorne stranice od 3. svibnja 2008. (Wayback Machine)
- Francuski zakon o zaštiti jezika iz 1999., preveden na njem.  Arhivirana inačica izvorne stranice od 27. kolovoza 2005. (Wayback Machine)